# Topolovățu Mic, Timiș
Topolovățu Mic este un sat în comuna Topolovățu Mare din județul Timiș, Banat, România. Face parte din comuna Topolovățu Mare și are o populație de 114 locuitori (2002).

## Legături externe

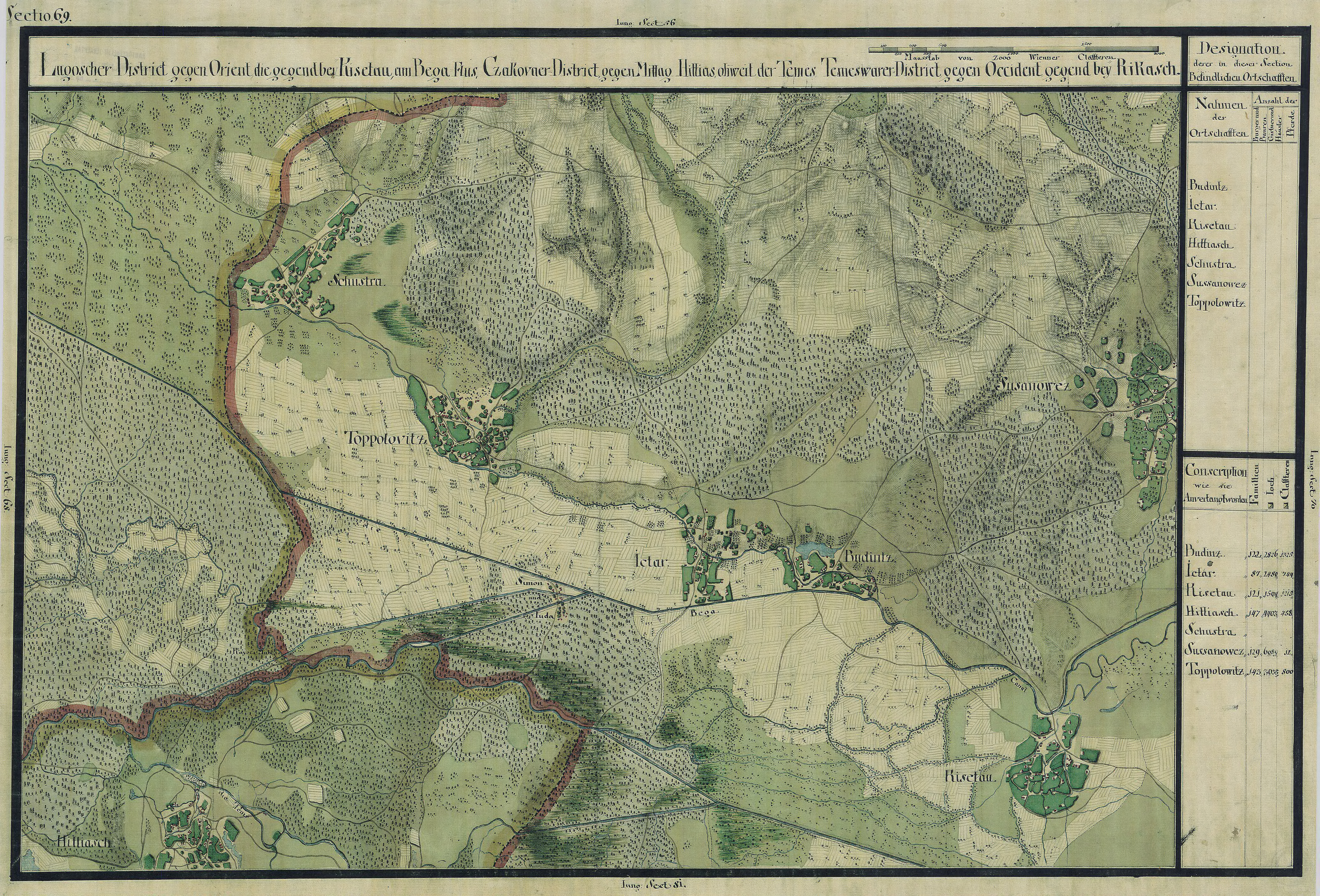
Topolovăţu Mic în Harta Iosefină a Banatului, 1769-72